# Цайіча тема
Те́ма Цайіча — тема в шаховій композиції кооперативного жанру. Суть теми — жертва чорної фігури на порожньому полі, на якому згодом буде оголошено мат чорному королю після відповідного взяття білими жертовної фігури.

## Історія
Цю ідею запропонував в 1976 році австрійський шаховий композитор Хельмут Цайіч (28.05.1934 — 16.08.2008).
Чорна фігура активно жертвується на тематичне поле, яке не зайняте жодною білою фігурою. Після того, як білі заберуть чорну фігуру, король чорних іде на це тематичне поле, забравши білу фігуру, і тоді білі на цьому полі оголошують чорному королю мат.
Ця тактична ідея дістала назву від імені відкривача — тема Цайіча. Існують такі форми вираження теми — чорна, базова форма (чорний Цайіч); пішакова форма (пішаковий Цайіч); біла форма (білий Цайіч); відкладений Цайіч.

## Чорний Цайіч
В чорній формі для вираження ідеї тематичними фігурами можуть бути білі ферзь, тури, слони, коні.
|   | a | b | c | d | e | f | g | h |   |
| 8 | d7 чорний пішак · e7 білий король · d6 чорний кінь · e5 білий кінь · g5 чорний король · h5 чорний пішак · d4 білий кінь · e4 чорна тура · f4 чорний ферзь · e3 білий пішак · f3 чорний пішак · g3 чорний пішак · g2 білий пішак · h1 біла тура | d7 чорний пішак · e7 білий король · d6 чорний кінь · e5 білий кінь · g5 чорний король · h5 чорний пішак · d4 білий кінь · e4 чорна тура · f4 чорний ферзь · e3 білий пішак · f3 чорний пішак · g3 чорний пішак · g2 білий пішак · h1 біла тура | d7 чорний пішак · e7 білий король · d6 чорний кінь · e5 білий кінь · g5 чорний король · h5 чорний пішак · d4 білий кінь · e4 чорна тура · f4 чорний ферзь · e3 білий пішак · f3 чорний пішак · g3 чорний пішак · g2 білий пішак · h1 біла тура | d7 чорний пішак · e7 білий король · d6 чорний кінь · e5 білий кінь · g5 чорний король · h5 чорний пішак · d4 білий кінь · e4 чорна тура · f4 чорний ферзь · e3 білий пішак · f3 чорний пішак · g3 чорний пішак · g2 білий пішак · h1 біла тура | d7 чорний пішак · e7 білий король · d6 чорний кінь · e5 білий кінь · g5 чорний король · h5 чорний пішак · d4 білий кінь · e4 чорна тура · f4 чорний ферзь · e3 білий пішак · f3 чорний пішак · g3 чорний пішак · g2 білий пішак · h1 біла тура | d7 чорний пішак · e7 білий король · d6 чорний кінь · e5 білий кінь · g5 чорний король · h5 чорний пішак · d4 білий кінь · e4 чорна тура · f4 чорний ферзь · e3 білий пішак · f3 чорний пішак · g3 чорний пішак · g2 білий пішак · h1 біла тура | d7 чорний пішак · e7 білий король · d6 чорний кінь · e5 білий кінь · g5 чорний король · h5 чорний пішак · d4 білий кінь · e4 чорна тура · f4 чорний ферзь · e3 білий пішак · f3 чорний пішак · g3 чорний пішак · g2 білий пішак · h1 біла тура | d7 чорний пішак · e7 білий король · d6 чорний кінь · e5 білий кінь · g5 чорний король · h5 чорний пішак · d4 білий кінь · e4 чорна тура · f4 чорний ферзь · e3 білий пішак · f3 чорний пішак · g3 чорний пішак · g2 білий пішак · h1 біла тура | 8 |
| 7 | d7 чорний пішак · e7 білий король · d6 чорний кінь · e5 білий кінь · g5 чорний король · h5 чорний пішак · d4 білий кінь · e4 чорна тура · f4 чорний ферзь · e3 білий пішак · f3 чорний пішак · g3 чорний пішак · g2 білий пішак · h1 біла тура | d7 чорний пішак · e7 білий король · d6 чорний кінь · e5 білий кінь · g5 чорний король · h5 чорний пішак · d4 білий кінь · e4 чорна тура · f4 чорний ферзь · e3 білий пішак · f3 чорний пішак · g3 чорний пішак · g2 білий пішак · h1 біла тура | d7 чорний пішак · e7 білий король · d6 чорний кінь · e5 білий кінь · g5 чорний король · h5 чорний пішак · d4 білий кінь · e4 чорна тура · f4 чорний ферзь · e3 білий пішак · f3 чорний пішак · g3 чорний пішак · g2 білий пішак · h1 біла тура | d7 чорний пішак · e7 білий король · d6 чорний кінь · e5 білий кінь · g5 чорний король · h5 чорний пішак · d4 білий кінь · e4 чорна тура · f4 чорний ферзь · e3 білий пішак · f3 чорний пішак · g3 чорний пішак · g2 білий пішак · h1 біла тура | d7 чорний пішак · e7 білий король · d6 чорний кінь · e5 білий кінь · g5 чорний король · h5 чорний пішак · d4 білий кінь · e4 чорна тура · f4 чорний ферзь · e3 білий пішак · f3 чорний пішак · g3 чорний пішак · g2 білий пішак · h1 біла тура | d7 чорний пішак · e7 білий король · d6 чорний кінь · e5 білий кінь · g5 чорний король · h5 чорний пішак · d4 білий кінь · e4 чорна тура · f4 чорний ферзь · e3 білий пішак · f3 чорний пішак · g3 чорний пішак · g2 білий пішак · h1 біла тура | d7 чорний пішак · e7 білий король · d6 чорний кінь · e5 білий кінь · g5 чорний король · h5 чорний пішак · d4 білий кінь · e4 чорна тура · f4 чорний ферзь · e3 білий пішак · f3 чорний пішак · g3 чорний пішак · g2 білий пішак · h1 біла тура | d7 чорний пішак · e7 білий король · d6 чорний кінь · e5 білий кінь · g5 чорний король · h5 чорний пішак · d4 білий кінь · e4 чорна тура · f4 чорний ферзь · e3 білий пішак · f3 чорний пішак · g3 чорний пішак · g2 білий пішак · h1 біла тура | 7 |
| 6 | d7 чорний пішак · e7 білий король · d6 чорний кінь · e5 білий кінь · g5 чорний король · h5 чорний пішак · d4 білий кінь · e4 чорна тура · f4 чорний ферзь · e3 білий пішак · f3 чорний пішак · g3 чорний пішак · g2 білий пішак · h1 біла тура | d7 чорний пішак · e7 білий король · d6 чорний кінь · e5 білий кінь · g5 чорний король · h5 чорний пішак · d4 білий кінь · e4 чорна тура · f4 чорний ферзь · e3 білий пішак · f3 чорний пішак · g3 чорний пішак · g2 білий пішак · h1 біла тура | d7 чорний пішак · e7 білий король · d6 чорний кінь · e5 білий кінь · g5 чорний король · h5 чорний пішак · d4 білий кінь · e4 чорна тура · f4 чорний ферзь · e3 білий пішак · f3 чорний пішак · g3 чорний пішак · g2 білий пішак · h1 біла тура | d7 чорний пішак · e7 білий король · d6 чорний кінь · e5 білий кінь · g5 чорний король · h5 чорний пішак · d4 білий кінь · e4 чорна тура · f4 чорний ферзь · e3 білий пішак · f3 чорний пішак · g3 чорний пішак · g2 білий пішак · h1 біла тура | d7 чорний пішак · e7 білий король · d6 чорний кінь · e5 білий кінь · g5 чорний король · h5 чорний пішак · d4 білий кінь · e4 чорна тура · f4 чорний ферзь · e3 білий пішак · f3 чорний пішак · g3 чорний пішак · g2 білий пішак · h1 біла тура | d7 чорний пішак · e7 білий король · d6 чорний кінь · e5 білий кінь · g5 чорний король · h5 чорний пішак · d4 білий кінь · e4 чорна тура · f4 чорний ферзь · e3 білий пішак · f3 чорний пішак · g3 чорний пішак · g2 білий пішак · h1 біла тура | d7 чорний пішак · e7 білий король · d6 чорний кінь · e5 білий кінь · g5 чорний король · h5 чорний пішак · d4 білий кінь · e4 чорна тура · f4 чорний ферзь · e3 білий пішак · f3 чорний пішак · g3 чорний пішак · g2 білий пішак · h1 біла тура | d7 чорний пішак · e7 білий король · d6 чорний кінь · e5 білий кінь · g5 чорний король · h5 чорний пішак · d4 білий кінь · e4 чорна тура · f4 чорний ферзь · e3 білий пішак · f3 чорний пішак · g3 чорний пішак · g2 білий пішак · h1 біла тура | 6 |
| 5 | d7 чорний пішак · e7 білий король · d6 чорний кінь · e5 білий кінь · g5 чорний король · h5 чорний пішак · d4 білий кінь · e4 чорна тура · f4 чорний ферзь · e3 білий пішак · f3 чорний пішак · g3 чорний пішак · g2 білий пішак · h1 біла тура | d7 чорний пішак · e7 білий король · d6 чорний кінь · e5 білий кінь · g5 чорний король · h5 чорний пішак · d4 білий кінь · e4 чорна тура · f4 чорний ферзь · e3 білий пішак · f3 чорний пішак · g3 чорний пішак · g2 білий пішак · h1 біла тура | d7 чорний пішак · e7 білий король · d6 чорний кінь · e5 білий кінь · g5 чорний король · h5 чорний пішак · d4 білий кінь · e4 чорна тура · f4 чорний ферзь · e3 білий пішак · f3 чорний пішак · g3 чорний пішак · g2 білий пішак · h1 біла тура | d7 чорний пішак · e7 білий король · d6 чорний кінь · e5 білий кінь · g5 чорний король · h5 чорний пішак · d4 білий кінь · e4 чорна тура · f4 чорний ферзь · e3 білий пішак · f3 чорний пішак · g3 чорний пішак · g2 білий пішак · h1 біла тура | d7 чорний пішак · e7 білий король · d6 чорний кінь · e5 білий кінь · g5 чорний король · h5 чорний пішак · d4 білий кінь · e4 чорна тура · f4 чорний ферзь · e3 білий пішак · f3 чорний пішак · g3 чорний пішак · g2 білий пішак · h1 біла тура | d7 чорний пішак · e7 білий король · d6 чорний кінь · e5 білий кінь · g5 чорний король · h5 чорний пішак · d4 білий кінь · e4 чорна тура · f4 чорний ферзь · e3 білий пішак · f3 чорний пішак · g3 чорний пішак · g2 білий пішак · h1 біла тура | d7 чорний пішак · e7 білий король · d6 чорний кінь · e5 білий кінь · g5 чорний король · h5 чорний пішак · d4 білий кінь · e4 чорна тура · f4 чорний ферзь · e3 білий пішак · f3 чорний пішак · g3 чорний пішак · g2 білий пішак · h1 біла тура | d7 чорний пішак · e7 білий король · d6 чорний кінь · e5 білий кінь · g5 чорний король · h5 чорний пішак · d4 білий кінь · e4 чорна тура · f4 чорний ферзь · e3 білий пішак · f3 чорний пішак · g3 чорний пішак · g2 білий пішак · h1 біла тура | 5 |
| 4 | d7 чорний пішак · e7 білий король · d6 чорний кінь · e5 білий кінь · g5 чорний король · h5 чорний пішак · d4 білий кінь · e4 чорна тура · f4 чорний ферзь · e3 білий пішак · f3 чорний пішак · g3 чорний пішак · g2 білий пішак · h1 біла тура | d7 чорний пішак · e7 білий король · d6 чорний кінь · e5 білий кінь · g5 чорний король · h5 чорний пішак · d4 білий кінь · e4 чорна тура · f4 чорний ферзь · e3 білий пішак · f3 чорний пішак · g3 чорний пішак · g2 білий пішак · h1 біла тура | d7 чорний пішак · e7 білий король · d6 чорний кінь · e5 білий кінь · g5 чорний король · h5 чорний пішак · d4 білий кінь · e4 чорна тура · f4 чорний ферзь · e3 білий пішак · f3 чорний пішак · g3 чорний пішак · g2 білий пішак · h1 біла тура | d7 чорний пішак · e7 білий король · d6 чорний кінь · e5 білий кінь · g5 чорний король · h5 чорний пішак · d4 білий кінь · e4 чорна тура · f4 чорний ферзь · e3 білий пішак · f3 чорний пішак · g3 чорний пішак · g2 білий пішак · h1 біла тура | d7 чорний пішак · e7 білий король · d6 чорний кінь · e5 білий кінь · g5 чорний король · h5 чорний пішак · d4 білий кінь · e4 чорна тура · f4 чорний ферзь · e3 білий пішак · f3 чорний пішак · g3 чорний пішак · g2 білий пішак · h1 біла тура | d7 чорний пішак · e7 білий король · d6 чорний кінь · e5 білий кінь · g5 чорний король · h5 чорний пішак · d4 білий кінь · e4 чорна тура · f4 чорний ферзь · e3 білий пішак · f3 чорний пішак · g3 чорний пішак · g2 білий пішак · h1 біла тура | d7 чорний пішак · e7 білий король · d6 чорний кінь · e5 білий кінь · g5 чорний король · h5 чорний пішак · d4 білий кінь · e4 чорна тура · f4 чорний ферзь · e3 білий пішак · f3 чорний пішак · g3 чорний пішак · g2 білий пішак · h1 біла тура | d7 чорний пішак · e7 білий король · d6 чорний кінь · e5 білий кінь · g5 чорний король · h5 чорний пішак · d4 білий кінь · e4 чорна тура · f4 чорний ферзь · e3 білий пішак · f3 чорний пішак · g3 чорний пішак · g2 білий пішак · h1 біла тура | 4 |
| 3 | d7 чорний пішак · e7 білий король · d6 чорний кінь · e5 білий кінь · g5 чорний король · h5 чорний пішак · d4 білий кінь · e4 чорна тура · f4 чорний ферзь · e3 білий пішак · f3 чорний пішак · g3 чорний пішак · g2 білий пішак · h1 біла тура | d7 чорний пішак · e7 білий король · d6 чорний кінь · e5 білий кінь · g5 чорний король · h5 чорний пішак · d4 білий кінь · e4 чорна тура · f4 чорний ферзь · e3 білий пішак · f3 чорний пішак · g3 чорний пішак · g2 білий пішак · h1 біла тура | d7 чорний пішак · e7 білий король · d6 чорний кінь · e5 білий кінь · g5 чорний король · h5 чорний пішак · d4 білий кінь · e4 чорна тура · f4 чорний ферзь · e3 білий пішак · f3 чорний пішак · g3 чорний пішак · g2 білий пішак · h1 біла тура | d7 чорний пішак · e7 білий король · d6 чорний кінь · e5 білий кінь · g5 чорний король · h5 чорний пішак · d4 білий кінь · e4 чорна тура · f4 чорний ферзь · e3 білий пішак · f3 чорний пішак · g3 чорний пішак · g2 білий пішак · h1 біла тура | d7 чорний пішак · e7 білий король · d6 чорний кінь · e5 білий кінь · g5 чорний король · h5 чорний пішак · d4 білий кінь · e4 чорна тура · f4 чорний ферзь · e3 білий пішак · f3 чорний пішак · g3 чорний пішак · g2 білий пішак · h1 біла тура | d7 чорний пішак · e7 білий король · d6 чорний кінь · e5 білий кінь · g5 чорний король · h5 чорний пішак · d4 білий кінь · e4 чорна тура · f4 чорний ферзь · e3 білий пішак · f3 чорний пішак · g3 чорний пішак · g2 білий пішак · h1 біла тура | d7 чорний пішак · e7 білий король · d6 чорний кінь · e5 білий кінь · g5 чорний король · h5 чорний пішак · d4 білий кінь · e4 чорна тура · f4 чорний ферзь · e3 білий пішак · f3 чорний пішак · g3 чорний пішак · g2 білий пішак · h1 біла тура | d7 чорний пішак · e7 білий король · d6 чорний кінь · e5 білий кінь · g5 чорний король · h5 чорний пішак · d4 білий кінь · e4 чорна тура · f4 чорний ферзь · e3 білий пішак · f3 чорний пішак · g3 чорний пішак · g2 білий пішак · h1 біла тура | 3 |
| 2 | d7 чорний пішак · e7 білий король · d6 чорний кінь · e5 білий кінь · g5 чорний король · h5 чорний пішак · d4 білий кінь · e4 чорна тура · f4 чорний ферзь · e3 білий пішак · f3 чорний пішак · g3 чорний пішак · g2 білий пішак · h1 біла тура | d7 чорний пішак · e7 білий король · d6 чорний кінь · e5 білий кінь · g5 чорний король · h5 чорний пішак · d4 білий кінь · e4 чорна тура · f4 чорний ферзь · e3 білий пішак · f3 чорний пішак · g3 чорний пішак · g2 білий пішак · h1 біла тура | d7 чорний пішак · e7 білий король · d6 чорний кінь · e5 білий кінь · g5 чорний король · h5 чорний пішак · d4 білий кінь · e4 чорна тура · f4 чорний ферзь · e3 білий пішак · f3 чорний пішак · g3 чорний пішак · g2 білий пішак · h1 біла тура | d7 чорний пішак · e7 білий король · d6 чорний кінь · e5 білий кінь · g5 чорний король · h5 чорний пішак · d4 білий кінь · e4 чорна тура · f4 чорний ферзь · e3 білий пішак · f3 чорний пішак · g3 чорний пішак · g2 білий пішак · h1 біла тура | d7 чорний пішак · e7 білий король · d6 чорний кінь · e5 білий кінь · g5 чорний король · h5 чорний пішак · d4 білий кінь · e4 чорна тура · f4 чорний ферзь · e3 білий пішак · f3 чорний пішак · g3 чорний пішак · g2 білий пішак · h1 біла тура | d7 чорний пішак · e7 білий король · d6 чорний кінь · e5 білий кінь · g5 чорний король · h5 чорний пішак · d4 білий кінь · e4 чорна тура · f4 чорний ферзь · e3 білий пішак · f3 чорний пішак · g3 чорний пішак · g2 білий пішак · h1 біла тура | d7 чорний пішак · e7 білий король · d6 чорний кінь · e5 білий кінь · g5 чорний король · h5 чорний пішак · d4 білий кінь · e4 чорна тура · f4 чорний ферзь · e3 білий пішак · f3 чорний пішак · g3 чорний пішак · g2 білий пішак · h1 біла тура | d7 чорний пішак · e7 білий король · d6 чорний кінь · e5 білий кінь · g5 чорний король · h5 чорний пішак · d4 білий кінь · e4 чорна тура · f4 чорний ферзь · e3 білий пішак · f3 чорний пішак · g3 чорний пішак · g2 білий пішак · h1 біла тура | 2 |
| 1 | d7 чорний пішак · e7 білий король · d6 чорний кінь · e5 білий кінь · g5 чорний король · h5 чорний пішак · d4 білий кінь · e4 чорна тура · f4 чорний ферзь · e3 білий пішак · f3 чорний пішак · g3 чорний пішак · g2 білий пішак · h1 біла тура | d7 чорний пішак · e7 білий король · d6 чорний кінь · e5 білий кінь · g5 чорний король · h5 чорний пішак · d4 білий кінь · e4 чорна тура · f4 чорний ферзь · e3 білий пішак · f3 чорний пішак · g3 чорний пішак · g2 білий пішак · h1 біла тура | d7 чорний пішак · e7 білий король · d6 чорний кінь · e5 білий кінь · g5 чорний король · h5 чорний пішак · d4 білий кінь · e4 чорна тура · f4 чорний ферзь · e3 білий пішак · f3 чорний пішак · g3 чорний пішак · g2 білий пішак · h1 біла тура | d7 чорний пішак · e7 білий король · d6 чорний кінь · e5 білий кінь · g5 чорний король · h5 чорний пішак · d4 білий кінь · e4 чорна тура · f4 чорний ферзь · e3 білий пішак · f3 чорний пішак · g3 чорний пішак · g2 білий пішак · h1 біла тура | d7 чорний пішак · e7 білий король · d6 чорний кінь · e5 білий кінь · g5 чорний король · h5 чорний пішак · d4 білий кінь · e4 чорна тура · f4 чорний ферзь · e3 білий пішак · f3 чорний пішак · g3 чорний пішак · g2 білий пішак · h1 біла тура | d7 чорний пішак · e7 білий король · d6 чорний кінь · e5 білий кінь · g5 чорний король · h5 чорний пішак · d4 білий кінь · e4 чорна тура · f4 чорний ферзь · e3 білий пішак · f3 чорний пішак · g3 чорний пішак · g2 білий пішак · h1 біла тура | d7 чорний пішак · e7 білий король · d6 чорний кінь · e5 білий кінь · g5 чорний король · h5 чорний пішак · d4 білий кінь · e4 чорна тура · f4 чорний ферзь · e3 білий пішак · f3 чорний пішак · g3 чорний пішак · g2 білий пішак · h1 біла тура | d7 чорний пішак · e7 білий король · d6 чорний кінь · e5 білий кінь · g5 чорний король · h5 чорний пішак · d4 білий кінь · e4 чорна тура · f4 чорний ферзь · e3 білий пішак · f3 чорний пішак · g3 чорний пішак · g2 білий пішак · h1 біла тура | 1 |
|   | a | b | c | d | e | f | g | h |   |

FEN: 8/3pK3/3n4/4N1kp/3Nrq2/4Ppp1/6P1/7R
2 Sol

I  1.Qh4 Rxh4 2.Kxh4 Sdxf3# (MM)

II 1.Qf5  Sxf5  2.Kxf5 Rxh5# (MM)
Тематичні поля «h4» і «f5» контролюються відповідно білими турою і конем, чорний король відразу не може потрапити на ці поля. У чорних є «зайвий» ферзь, який у кожній фазі активно жертвується, а його відповідно забирає біла тура, а в другій фазі кінь, які є також в свою чергу жертовні.Після взяття королем однієї білої тематичної фігури інша оголошує мат, як результат, додатково проходить тема Зілахі.  

## Пішаковий Цайіч
В чорній пішаковій формі для вираження ідеї тематичними фігурами є білі пішаки.
|   | a | b | c | d | e | f | g | h |   |
| 8 | g7 чорний кінь · a6 білий король · d6 біла тура · e5 чорна тура · g5 чорний кінь · f4 чорний король · g4 білий пішак · d3 білий пішак · b2 білий слон · d2 білий пішак · f2 чорний пішак · a1 чорний слон · d1 білий слон | g7 чорний кінь · a6 білий король · d6 біла тура · e5 чорна тура · g5 чорний кінь · f4 чорний король · g4 білий пішак · d3 білий пішак · b2 білий слон · d2 білий пішак · f2 чорний пішак · a1 чорний слон · d1 білий слон | g7 чорний кінь · a6 білий король · d6 біла тура · e5 чорна тура · g5 чорний кінь · f4 чорний король · g4 білий пішак · d3 білий пішак · b2 білий слон · d2 білий пішак · f2 чорний пішак · a1 чорний слон · d1 білий слон | g7 чорний кінь · a6 білий король · d6 біла тура · e5 чорна тура · g5 чорний кінь · f4 чорний король · g4 білий пішак · d3 білий пішак · b2 білий слон · d2 білий пішак · f2 чорний пішак · a1 чорний слон · d1 білий слон | g7 чорний кінь · a6 білий король · d6 біла тура · e5 чорна тура · g5 чорний кінь · f4 чорний король · g4 білий пішак · d3 білий пішак · b2 білий слон · d2 білий пішак · f2 чорний пішак · a1 чорний слон · d1 білий слон | g7 чорний кінь · a6 білий король · d6 біла тура · e5 чорна тура · g5 чорний кінь · f4 чорний король · g4 білий пішак · d3 білий пішак · b2 білий слон · d2 білий пішак · f2 чорний пішак · a1 чорний слон · d1 білий слон | g7 чорний кінь · a6 білий король · d6 біла тура · e5 чорна тура · g5 чорний кінь · f4 чорний король · g4 білий пішак · d3 білий пішак · b2 білий слон · d2 білий пішак · f2 чорний пішак · a1 чорний слон · d1 білий слон | g7 чорний кінь · a6 білий король · d6 біла тура · e5 чорна тура · g5 чорний кінь · f4 чорний король · g4 білий пішак · d3 білий пішак · b2 білий слон · d2 білий пішак · f2 чорний пішак · a1 чорний слон · d1 білий слон | 8 |
| 7 | g7 чорний кінь · a6 білий король · d6 біла тура · e5 чорна тура · g5 чорний кінь · f4 чорний король · g4 білий пішак · d3 білий пішак · b2 білий слон · d2 білий пішак · f2 чорний пішак · a1 чорний слон · d1 білий слон | g7 чорний кінь · a6 білий король · d6 біла тура · e5 чорна тура · g5 чорний кінь · f4 чорний король · g4 білий пішак · d3 білий пішак · b2 білий слон · d2 білий пішак · f2 чорний пішак · a1 чорний слон · d1 білий слон | g7 чорний кінь · a6 білий король · d6 біла тура · e5 чорна тура · g5 чорний кінь · f4 чорний король · g4 білий пішак · d3 білий пішак · b2 білий слон · d2 білий пішак · f2 чорний пішак · a1 чорний слон · d1 білий слон | g7 чорний кінь · a6 білий король · d6 біла тура · e5 чорна тура · g5 чорний кінь · f4 чорний король · g4 білий пішак · d3 білий пішак · b2 білий слон · d2 білий пішак · f2 чорний пішак · a1 чорний слон · d1 білий слон | g7 чорний кінь · a6 білий король · d6 біла тура · e5 чорна тура · g5 чорний кінь · f4 чорний король · g4 білий пішак · d3 білий пішак · b2 білий слон · d2 білий пішак · f2 чорний пішак · a1 чорний слон · d1 білий слон | g7 чорний кінь · a6 білий король · d6 біла тура · e5 чорна тура · g5 чорний кінь · f4 чорний король · g4 білий пішак · d3 білий пішак · b2 білий слон · d2 білий пішак · f2 чорний пішак · a1 чорний слон · d1 білий слон | g7 чорний кінь · a6 білий король · d6 біла тура · e5 чорна тура · g5 чорний кінь · f4 чорний король · g4 білий пішак · d3 білий пішак · b2 білий слон · d2 білий пішак · f2 чорний пішак · a1 чорний слон · d1 білий слон | g7 чорний кінь · a6 білий король · d6 біла тура · e5 чорна тура · g5 чорний кінь · f4 чорний король · g4 білий пішак · d3 білий пішак · b2 білий слон · d2 білий пішак · f2 чорний пішак · a1 чорний слон · d1 білий слон | 7 |
| 6 | g7 чорний кінь · a6 білий король · d6 біла тура · e5 чорна тура · g5 чорний кінь · f4 чорний король · g4 білий пішак · d3 білий пішак · b2 білий слон · d2 білий пішак · f2 чорний пішак · a1 чорний слон · d1 білий слон | g7 чорний кінь · a6 білий король · d6 біла тура · e5 чорна тура · g5 чорний кінь · f4 чорний король · g4 білий пішак · d3 білий пішак · b2 білий слон · d2 білий пішак · f2 чорний пішак · a1 чорний слон · d1 білий слон | g7 чорний кінь · a6 білий король · d6 біла тура · e5 чорна тура · g5 чорний кінь · f4 чорний король · g4 білий пішак · d3 білий пішак · b2 білий слон · d2 білий пішак · f2 чорний пішак · a1 чорний слон · d1 білий слон | g7 чорний кінь · a6 білий король · d6 біла тура · e5 чорна тура · g5 чорний кінь · f4 чорний король · g4 білий пішак · d3 білий пішак · b2 білий слон · d2 білий пішак · f2 чорний пішак · a1 чорний слон · d1 білий слон | g7 чорний кінь · a6 білий король · d6 біла тура · e5 чорна тура · g5 чорний кінь · f4 чорний король · g4 білий пішак · d3 білий пішак · b2 білий слон · d2 білий пішак · f2 чорний пішак · a1 чорний слон · d1 білий слон | g7 чорний кінь · a6 білий король · d6 біла тура · e5 чорна тура · g5 чорний кінь · f4 чорний король · g4 білий пішак · d3 білий пішак · b2 білий слон · d2 білий пішак · f2 чорний пішак · a1 чорний слон · d1 білий слон | g7 чорний кінь · a6 білий король · d6 біла тура · e5 чорна тура · g5 чорний кінь · f4 чорний король · g4 білий пішак · d3 білий пішак · b2 білий слон · d2 білий пішак · f2 чорний пішак · a1 чорний слон · d1 білий слон | g7 чорний кінь · a6 білий король · d6 біла тура · e5 чорна тура · g5 чорний кінь · f4 чорний король · g4 білий пішак · d3 білий пішак · b2 білий слон · d2 білий пішак · f2 чорний пішак · a1 чорний слон · d1 білий слон | 6 |
| 5 | g7 чорний кінь · a6 білий король · d6 біла тура · e5 чорна тура · g5 чорний кінь · f4 чорний король · g4 білий пішак · d3 білий пішак · b2 білий слон · d2 білий пішак · f2 чорний пішак · a1 чорний слон · d1 білий слон | g7 чорний кінь · a6 білий король · d6 біла тура · e5 чорна тура · g5 чорний кінь · f4 чорний король · g4 білий пішак · d3 білий пішак · b2 білий слон · d2 білий пішак · f2 чорний пішак · a1 чорний слон · d1 білий слон | g7 чорний кінь · a6 білий король · d6 біла тура · e5 чорна тура · g5 чорний кінь · f4 чорний король · g4 білий пішак · d3 білий пішак · b2 білий слон · d2 білий пішак · f2 чорний пішак · a1 чорний слон · d1 білий слон | g7 чорний кінь · a6 білий король · d6 біла тура · e5 чорна тура · g5 чорний кінь · f4 чорний король · g4 білий пішак · d3 білий пішак · b2 білий слон · d2 білий пішак · f2 чорний пішак · a1 чорний слон · d1 білий слон | g7 чорний кінь · a6 білий король · d6 біла тура · e5 чорна тура · g5 чорний кінь · f4 чорний король · g4 білий пішак · d3 білий пішак · b2 білий слон · d2 білий пішак · f2 чорний пішак · a1 чорний слон · d1 білий слон | g7 чорний кінь · a6 білий король · d6 біла тура · e5 чорна тура · g5 чорний кінь · f4 чорний король · g4 білий пішак · d3 білий пішак · b2 білий слон · d2 білий пішак · f2 чорний пішак · a1 чорний слон · d1 білий слон | g7 чорний кінь · a6 білий король · d6 біла тура · e5 чорна тура · g5 чорний кінь · f4 чорний король · g4 білий пішак · d3 білий пішак · b2 білий слон · d2 білий пішак · f2 чорний пішак · a1 чорний слон · d1 білий слон | g7 чорний кінь · a6 білий король · d6 біла тура · e5 чорна тура · g5 чорний кінь · f4 чорний король · g4 білий пішак · d3 білий пішак · b2 білий слон · d2 білий пішак · f2 чорний пішак · a1 чорний слон · d1 білий слон | 5 |
| 4 | g7 чорний кінь · a6 білий король · d6 біла тура · e5 чорна тура · g5 чорний кінь · f4 чорний король · g4 білий пішак · d3 білий пішак · b2 білий слон · d2 білий пішак · f2 чорний пішак · a1 чорний слон · d1 білий слон | g7 чорний кінь · a6 білий король · d6 біла тура · e5 чорна тура · g5 чорний кінь · f4 чорний король · g4 білий пішак · d3 білий пішак · b2 білий слон · d2 білий пішак · f2 чорний пішак · a1 чорний слон · d1 білий слон | g7 чорний кінь · a6 білий король · d6 біла тура · e5 чорна тура · g5 чорний кінь · f4 чорний король · g4 білий пішак · d3 білий пішак · b2 білий слон · d2 білий пішак · f2 чорний пішак · a1 чорний слон · d1 білий слон | g7 чорний кінь · a6 білий король · d6 біла тура · e5 чорна тура · g5 чорний кінь · f4 чорний король · g4 білий пішак · d3 білий пішак · b2 білий слон · d2 білий пішак · f2 чорний пішак · a1 чорний слон · d1 білий слон | g7 чорний кінь · a6 білий король · d6 біла тура · e5 чорна тура · g5 чорний кінь · f4 чорний король · g4 білий пішак · d3 білий пішак · b2 білий слон · d2 білий пішак · f2 чорний пішак · a1 чорний слон · d1 білий слон | g7 чорний кінь · a6 білий король · d6 біла тура · e5 чорна тура · g5 чорний кінь · f4 чорний король · g4 білий пішак · d3 білий пішак · b2 білий слон · d2 білий пішак · f2 чорний пішак · a1 чорний слон · d1 білий слон | g7 чорний кінь · a6 білий король · d6 біла тура · e5 чорна тура · g5 чорний кінь · f4 чорний король · g4 білий пішак · d3 білий пішак · b2 білий слон · d2 білий пішак · f2 чорний пішак · a1 чорний слон · d1 білий слон | g7 чорний кінь · a6 білий король · d6 біла тура · e5 чорна тура · g5 чорний кінь · f4 чорний король · g4 білий пішак · d3 білий пішак · b2 білий слон · d2 білий пішак · f2 чорний пішак · a1 чорний слон · d1 білий слон | 4 |
| 3 | g7 чорний кінь · a6 білий король · d6 біла тура · e5 чорна тура · g5 чорний кінь · f4 чорний король · g4 білий пішак · d3 білий пішак · b2 білий слон · d2 білий пішак · f2 чорний пішак · a1 чорний слон · d1 білий слон | g7 чорний кінь · a6 білий король · d6 біла тура · e5 чорна тура · g5 чорний кінь · f4 чорний король · g4 білий пішак · d3 білий пішак · b2 білий слон · d2 білий пішак · f2 чорний пішак · a1 чорний слон · d1 білий слон | g7 чорний кінь · a6 білий король · d6 біла тура · e5 чорна тура · g5 чорний кінь · f4 чорний король · g4 білий пішак · d3 білий пішак · b2 білий слон · d2 білий пішак · f2 чорний пішак · a1 чорний слон · d1 білий слон | g7 чорний кінь · a6 білий король · d6 біла тура · e5 чорна тура · g5 чорний кінь · f4 чорний король · g4 білий пішак · d3 білий пішак · b2 білий слон · d2 білий пішак · f2 чорний пішак · a1 чорний слон · d1 білий слон | g7 чорний кінь · a6 білий король · d6 біла тура · e5 чорна тура · g5 чорний кінь · f4 чорний король · g4 білий пішак · d3 білий пішак · b2 білий слон · d2 білий пішак · f2 чорний пішак · a1 чорний слон · d1 білий слон | g7 чорний кінь · a6 білий король · d6 біла тура · e5 чорна тура · g5 чорний кінь · f4 чорний король · g4 білий пішак · d3 білий пішак · b2 білий слон · d2 білий пішак · f2 чорний пішак · a1 чорний слон · d1 білий слон | g7 чорний кінь · a6 білий король · d6 біла тура · e5 чорна тура · g5 чорний кінь · f4 чорний король · g4 білий пішак · d3 білий пішак · b2 білий слон · d2 білий пішак · f2 чорний пішак · a1 чорний слон · d1 білий слон | g7 чорний кінь · a6 білий король · d6 біла тура · e5 чорна тура · g5 чорний кінь · f4 чорний король · g4 білий пішак · d3 білий пішак · b2 білий слон · d2 білий пішак · f2 чорний пішак · a1 чорний слон · d1 білий слон | 3 |
| 2 | g7 чорний кінь · a6 білий король · d6 біла тура · e5 чорна тура · g5 чорний кінь · f4 чорний король · g4 білий пішак · d3 білий пішак · b2 білий слон · d2 білий пішак · f2 чорний пішак · a1 чорний слон · d1 білий слон | g7 чорний кінь · a6 білий король · d6 біла тура · e5 чорна тура · g5 чорний кінь · f4 чорний король · g4 білий пішак · d3 білий пішак · b2 білий слон · d2 білий пішак · f2 чорний пішак · a1 чорний слон · d1 білий слон | g7 чорний кінь · a6 білий король · d6 біла тура · e5 чорна тура · g5 чорний кінь · f4 чорний король · g4 білий пішак · d3 білий пішак · b2 білий слон · d2 білий пішак · f2 чорний пішак · a1 чорний слон · d1 білий слон | g7 чорний кінь · a6 білий король · d6 біла тура · e5 чорна тура · g5 чорний кінь · f4 чорний король · g4 білий пішак · d3 білий пішак · b2 білий слон · d2 білий пішак · f2 чорний пішак · a1 чорний слон · d1 білий слон | g7 чорний кінь · a6 білий король · d6 біла тура · e5 чорна тура · g5 чорний кінь · f4 чорний король · g4 білий пішак · d3 білий пішак · b2 білий слон · d2 білий пішак · f2 чорний пішак · a1 чорний слон · d1 білий слон | g7 чорний кінь · a6 білий король · d6 біла тура · e5 чорна тура · g5 чорний кінь · f4 чорний король · g4 білий пішак · d3 білий пішак · b2 білий слон · d2 білий пішак · f2 чорний пішак · a1 чорний слон · d1 білий слон | g7 чорний кінь · a6 білий король · d6 біла тура · e5 чорна тура · g5 чорний кінь · f4 чорний король · g4 білий пішак · d3 білий пішак · b2 білий слон · d2 білий пішак · f2 чорний пішак · a1 чорний слон · d1 білий слон | g7 чорний кінь · a6 білий король · d6 біла тура · e5 чорна тура · g5 чорний кінь · f4 чорний король · g4 білий пішак · d3 білий пішак · b2 білий слон · d2 білий пішак · f2 чорний пішак · a1 чорний слон · d1 білий слон | 2 |
| 1 | g7 чорний кінь · a6 білий король · d6 біла тура · e5 чорна тура · g5 чорний кінь · f4 чорний король · g4 білий пішак · d3 білий пішак · b2 білий слон · d2 білий пішак · f2 чорний пішак · a1 чорний слон · d1 білий слон | g7 чорний кінь · a6 білий король · d6 біла тура · e5 чорна тура · g5 чорний кінь · f4 чорний король · g4 білий пішак · d3 білий пішак · b2 білий слон · d2 білий пішак · f2 чорний пішак · a1 чорний слон · d1 білий слон | g7 чорний кінь · a6 білий король · d6 біла тура · e5 чорна тура · g5 чорний кінь · f4 чорний король · g4 білий пішак · d3 білий пішак · b2 білий слон · d2 білий пішак · f2 чорний пішак · a1 чорний слон · d1 білий слон | g7 чорний кінь · a6 білий король · d6 біла тура · e5 чорна тура · g5 чорний кінь · f4 чорний король · g4 білий пішак · d3 білий пішак · b2 білий слон · d2 білий пішак · f2 чорний пішак · a1 чорний слон · d1 білий слон | g7 чорний кінь · a6 білий король · d6 біла тура · e5 чорна тура · g5 чорний кінь · f4 чорний король · g4 білий пішак · d3 білий пішак · b2 білий слон · d2 білий пішак · f2 чорний пішак · a1 чорний слон · d1 білий слон | g7 чорний кінь · a6 білий король · d6 біла тура · e5 чорна тура · g5 чорний кінь · f4 чорний король · g4 білий пішак · d3 білий пішак · b2 білий слон · d2 білий пішак · f2 чорний пішак · a1 чорний слон · d1 білий слон | g7 чорний кінь · a6 білий король · d6 біла тура · e5 чорна тура · g5 чорний кінь · f4 чорний король · g4 білий пішак · d3 білий пішак · b2 білий слон · d2 білий пішак · f2 чорний пішак · a1 чорний слон · d1 білий слон | g7 чорний кінь · a6 білий король · d6 біла тура · e5 чорна тура · g5 чорний кінь · f4 чорний король · g4 білий пішак · d3 білий пішак · b2 білий слон · d2 білий пішак · f2 чорний пішак · a1 чорний слон · d1 білий слон | 1 |
|   | a | b | c | d | e | f | g | h |   |

FEN: 8/6n1/K2R4/4r1n1/5kP1/3P4/1B1P1p2/b2B4
3 Sol

I   1. Rf5   gf5  2. Kxf5 Rf6# (MM)
II  1. Re3  de3  2. Kxe3 Bc1# (MM)
 III 1. Se4  de4  2. Kxe4 Rd4# (MM)
Тематичні поля «f5», «e3», «е4» контролюються білими пішаками, і чорний король відразу не може потрапити на ці поля. В результаті жертв чорного коня і тури білі пішаки потрапляють на ці поля, після цього чорний король забирає пішака в кожному варіанті і стає на тематичне поле, де йому й оголошується мат. 

## Білий Цайіч
В білій формі ролі тематичних білих і чорних фігур поміняні місцями. Біла фігура жертвується на полі біля білого короля, і чорні приймають цю жертву, після цього білий король забирає тематичну чорну фігуру, яка забрала жертовну тематичну білу фігуру.